# Green (Bad Neuenahr-Ahrweiler)
Green ist ein Ortsteil der Stadt Bad Neuenahr-Ahrweiler im Landkreis Ahrweiler in Rheinland-Pfalz. Green ist Teil des Ortsbezirks Lohrsdorf.

## Geschichte
Green wurde 1151 urkundlich erstmals erwähnt. Green gehörte zum Reichsgut der Deutschen Könige und wurde seit 1333 (1349 erneut von dem Deutschen König „auf ewig“ bestätigt) von dessen Ministerialen und Reichsritter Gerhard von Landskron verwaltet und beherrscht. Green kam als Bestandteil der Gemeinde Lohrsdorf am 7. Juni 1969 an die durch die rheinland-pfälzische Verwaltungsreform neu gebildete Stadt Bad Neuenahr-Ahrweiler.

## Schulen
In Heimersheim gibt es eine Grundschule. In dem 1974 erbauten Gebäude werden 140 Schüler aus den Stadtteilen Ehlingen, Gimmigen, Green, Heimersheim, Heppingen, Kirchdaun und Lohrsdorf unterrichtet. Außerdem war dort bis zum Schuljahr 2013/14 ein Schulkindergarten angegliedert.